# Liste des membres d'Euskadi ta Askatasuna morts
Ci-dessous le tableau des personnes appartenant à l'organisation indépendantiste Euskadi ta Askatasuna (ETA), mortes depuis 1968 jusqu'à nos jours. Ces membres sont morts par leurs propres bombes alors qu'ils préparaient des attentats, abattus par la police nationale, les garde civile, Ertzaintza ou se sont suicidés, bien que certains de ces supposés suicides aient pu être des homicides. Il y a eu aussi plusieurs membres d'ETA assassinés par les Groupes antiterroristes de libération ou des groupes semblables comme le Batallón Vasco Español.

## Membres morts par les bombes qu'ils pensaient utiliser pendant qu'ils préparaient des attentats
| Date     | Prénom et Nom                                                                                  | Lieu                                  | Observations |
| 24-09-02 | Hodei Galarraga et Egoitz Gurruchaga Gogorza                                                   | Bilbao (Biscaye)                      | Morts en transportant de la dynamite dans le sac à dos. |
| 24-07-01 | Olaia Castresana                                                                               | Torrevieja (Alicante)                 | Morte en manipulant 10 kilos de dynamite dans un appartement. |
| 24-09-02 | Patxi Rementeria, Ekain Ruiz Ibarguren, Zigor Aranbarri Garamendi et Urko Gerrikagoitia Agirre | Bilbao (Biscaye)                      | Morts dans l'explosion de 25 kilos de dynamite qu'ils transportaient dans leur véhicule.                                                                                        |
| 29-03-94 | José María Igerategui Gilisagasti                                                              | Vitoria-Gasteiz (Alava)               | Soufflé par l'explosif qu'il transportait alors qu'il marchait près du Gouvernement civil et militaire de Vitoria-Gasteiz.                                                      |
| 05-02-93 | José Bernardo Astiazarán Otamendi                                                              | Hernani (Guipuscoa)                   | Mort en manipulant un explosif dans sa voiture, le préparant pour le déposer sur un émetteur de télévision.                                                                     |
| 21-10-92 | Josu Olabarría Santurtun                                                                       | Barakaldo (Biscaye)                   | Policier municipal de Barakaldo, présumé lié à ETA, mort quand explose la bombe artisanale qu'il manipulait.                                                                    |
| 25-10-91 | Francisco Javier Goitia Elordi                                                                 | Bilbao (Biscaye)                      | Mort en manipulant un explosif dans un appartement de Bilbao. |
| 21-08-90 | José María Aranzacistroki                                                                      | Oiartzun (Guipuscoa)                  | Mort alors qu'il allait fixer une bombe dans un supermarché, la charge qu'il portait explosa.                                                                                   |
| 15-08-87 | Maria Teresa Pérez Ceber et Rafael Etxebeste Garmendia                                         | Saint-Sébastien (Guipuscoa)           | Morts alors qu'ils manipulaient des explosifs dans une voiture près du rio Urumea                                                                                               |
| 05-04-87 | Alfonso Yoldi Martínez et Emiliano Iturri Lizoaín                                              | Tafalla (Navarre)                     | Morts alors qu'il manipulaient une charge explosive. |
| 13-12-86 | Juan Carlos Gallardo                                                                           | Pampelune (Navarre)                   | Mort quand explose une charge qu'il manipulait. |
| 03-09-85 | Luis Isasa Lasa                                                                                | Pasaia (Guipuscoa)                    | Mort en faisant exploser une charge qu'il était en train de fixer sous une voiture particulière d'un agent de la Police Nationale                                               |
| 15-08-83 | Francisco Javier San Martín Goicoechea et José Luis Segurola Mayoz                             | Usurbil (Guipuscoa)                   | Morts en manipulant une charge explosive. |
| 13-07-83 | Antonio Tolosa González                                                                        | Saint-Sébastien (Guipuscoa)           | Mort durant la célébration de la Semaine Grande, en faisant exploser une charge qu'il manipulait dans une zone piétonnière                                                      |
| 19-04-83 | Félix Badiola Etxaburu et José Gárate Askasibar                                                | Arrasate (Guipuscoa)                  | Mort due à l'explosion d'une charge |
| 26-01-83 | Ángel María Fernández Ruiz                                                                     | Vitoria (Alava)                       | Mort par l'explosion d'une charge qu'il manipulait. |
| 13-05-82 | Juan José Valencia Lerga et José Javier Alemán Astíz                                           | Tafalla (Navarre)                     | Morts en manipulant une charge explosive. |
| 17-03-81 | Mario Alvarez Peña                                                                             | Barrika (Biscaye)                     | Mort dans l'explosion d'une charge qu'il manipulait dans des circonstances inconnues.                                                                                           |
| 29-01-81 | José Ricardo Barros Ferreiro                                                                   | Tudela (Navarre)                      | Mort quand il manipulait une charge explosive. |
| 26-03-80 | Dominique Olagaray et Raymond Arruiz                                                           | Bayonne (Pyrénées-Atlantiques,France) | Morts quand la bombe qu'ils étaient en train de fixer sous une voiture du sous-préfet de Bayonne explose. (Il ne faisaient partie de l'ETA mais de l'organisation Iparretarrak) |
| 26-07-77 | Jokín Zaizar Garaicoechea                                                                      | Asteasu (Guipuscoa)                   | Mort à l'explosion dans ses mains de l'explosif qu'il était en train de confectionner.                                                                                          |
| 13-06-77 | Jesús María Basana Jáuregui                                                                    | Barakaldo (Biscaye)                   | Mort à l'explosion dans ses mains de l'explosif qu'il était en train de confectionner.                                                                                          |
| 13-02-77 | José María Eizaguirre                                                                          | Zarautz (Guipuscoa)                   | Mort lors de l'éboulement de la terre de la cache (Zulo) qu'il était en train de préparer.                                                                                      |
| 16-12-76 | José María Izaguirre Laburu                                                                    | Zarautz (Guipuscoa)                   | Mort dans un accident alors qu'il préparait un attentat. |
| 08-05-76 | Ángel Iruretagoyena Elorza                                                                     | Zarautz (Guipuscoa)                   | Mort en fixant une charge explosive dans le domicile d'un industriel. |
| 28-11-73 | José Echebarría Sagastume et José Pagazaurtundua Isudi                                         | Las Arenas (Biscaye)                  | Morts à l'explosion dans leurs mains de la charge qu'ils manipulaient. |
| 06-04-69 | Joaquín Artajo Barrios et Alberto Azurmendi Arana                                              | Ultzama (Navarre)                     | Morts en préparant une charge explosive. |

## Suicides
| Date     | Prénom et Nom                          | Lieu                                                             | Observations |
| 27-02-06 | Igor Angulo                            | Prison de Cuenca (Castille-La Manche)                            | Trouvé pendu à la fenêtre de sa cellule avec des lanières de cuir de gourdes. |
| 31-10-05 | José Angel Aitzuguren                  | Prison de Soria (Castille-et-León)                               | Trouvé pendu aux barreaux de sa cellule avec un drap. |
| 07-07-04 | Oihane Errazkin                        | Prison de Fleury-Mérogis (France)                                | Trouvée morte dans sa cellule où elle était en préventive. |
| 23-11-02 | Félix Ramón Gil Ostoaga                | Legazpi (Guipuscoa)                                              | Après sa sortie de prison et étant constamment sous surveillance policière car il devait retourner en prison après un temps, trouvé mort d'un tir de fusil de chasse unique sur la poitrine. |
| 20-03-99 | José Luis Geresta                      | Errenteria (Guipuscoa)                                           | Des jours après que la police ait arrêté sa compagne, l'Ertzaintza trouve des faux documents utilisés par José Luis. Ce même mois, trouvé mort dans un terrain vague d'un tir sur la tête. La gauche abertzale maintient qu'il a été assassiné, et ce même Geresta disait avant de mourir qu'on lui avait implanté une puce dans ses molaires. On avait arraché deux molaires au cadavre et le pistolet se trouvait dans sa main gauche alors qu'il était droitier. |
| 20-07-97 | Juan Carlos Hernando                   | Prison d'Albacete (Castille-La Manche)                           | Se noie dans la baignoire de sa cellule avec un sac plastique. |
| 27-03-97 | Josu Zabala                            | Itziar (es) (Guipuscoa)                                          | Son cadavre a été localisé alors qu'il était allongé sur le dos, d'un tir à la poitrine et près duquel se trouvait un pistolet. |
| 07-02-97 | José María Aranzamendi                 | Prison d'Alcalá-Meco (Madrid)                                    | Trouvé étranglé dans sa cellule avec une écharpe de la grille de ventilation de sa cellule. |
| 23-01-97 | Jean Luc Maillet                       | Fresnes (France)                                                 | L'ancien lieutenant de la gendarmerie et collaborateur d'ETA se pend en 1997. |
| 24-09-93 | Javier Galparsoro                      | Bilbao (Biscaye)                                                 | Mort en sautant d'une fenêtre du commissariat Supérieur de Police à Bilbao |
| 15-05-93 | Peio Mariñelarena                      | Paris (France)                                                   | Meurt dans un hôpital de Paris. |
| 20-01-91 | Jean Groix                             | Prison de Fresnes (France)                                       | Le Breton a été trouvé pendu dans sa cellule. |
| 30-11-90 | Mikel Zalakain                         | Prison de Martutene - (Saint-Sébastien - Guipuscoa)              | Trouvé mort dans sa cellule. |
| 25-05-90 | Susana Arregi et Juan María Lizarralde | Foz de Lumbier (Navarre)                                         | Après la fusillade de la Foz de Lumbier, on trouve les corps de deux etarras, qui, selon la version officielle, se donnent la mort se voyant encerclés, après un affrontement avec la garde civile, dans lequel un sergent trouvera la mort. |
| 10-02-89 | José Antonio Zabala                    | Saint-Sébastien (Guipuscoa)                                      | Mort écrasé par un train. |
| 04-09-88 | Jesús Aramendia                        | Bilbao (Biscaye)                                                 | Se suicide après avoir abattu deux personnes. Semblait schizophrène et fut un des premiers etarras à demander la réinsertion. |
| 29-06-88 | Mikel Arrastia                         | Errenteria (Guipuscoa)                                           | Se suicide en se jetant du troisième étage, cerné par la garde civile. |
| 02-03-88 | Mikel Lopetegui                        | Prison de Herrera de la Mancha (Ciudad Real,Castille-La Manche)  | Étranglé par un drap attaché à la citerne de sa cellule. |
| 08-06-86 | Joseba Asensio                         | Prison de Herrera de la Mancha (Ciudad Real, Castille-La Manche) | Trouvé mort dans sa cellule. Semblait tuberculeux. |
| 26-11-85 | Mikel Zabalza Garate                   | Caserne d'Intxaurrondo (Saint-Sébastien, Guipuscoa)              | Il n’était pas membre de l’ETA. Il fut retrouvé dans la rivière Bidasoa, vingt jours après son arrestation par la garde civile. De nombreux indices et les témoignages de membres des services de sécurité espagnolsindiquent que Mikel est mort sous la torture. |
| 26-06-85 | José Ramón Goicoechea                  | Prison d'Alcalá-Meco (Madrid)                                    | Trouvé pendu dans les douches de la prison. |
| 16-06-82 | Miguel Ángel Uriagereka                | San Francisco (États-Unis)                                       | S'étrangle avec la ceinture de sécurité de la voiture de police qui le transportait à San Francisco pour l'extrader vers l'Espagne. |
| 27-03-81 | Jesús Urbien                           | Madrid (Espagne)                                                 | Se tire une balle dans la bouche après avoir été découvert par la garde civile pour désertion de son service militaire. |
| 18-03-72 | Juan Goicoechea                        | Pampelune (Navarre)                                              | Se tire dans la tempe quand il se trouve encerclé par la garde civile. |

## Affrontements avec les forces de sécurité de l'État
| Date     | Prénom et Nom                                                                                        | Lieu                                  | Observations |
| 20-07-05 | Imanol Gómez González                                                                                | Flaugnac (France)                     | Mort en écrasant sa voiture alors qu'il fuyait la police. |
| 14-09-03 | Arkaitz Otazua Aboitiz                                                                               | Lagrán (Alava)                        | Mort atteint d'une balle alors qu'il participait à une embuscade sur une patrouille de l'Ertzaintza. |
| 05-06-98 | Ignacia Ceberio                                                                                      | Guernica (Biscaye)                    | Mort sous les tirs de l'Ertzaintza alors qu'ils s'apprêtaient à le capturer. |
| 24-09-97 | José Miguel Bustinza Yurrebaso et Gaizka Gaztelumendi Gil                                            | Bilbao (Biscaye)                      | Morts lors d'un affrontement avec la garde civile. |
| 18-11-94 | Angel Irazabalbeitia Aldazabal                                                                       | Loiu (Biscaye)                        | Mort lors d'un affrontement avec l'Ertzaintza. |
| 30-05-91 | Juan Carlos Monteagudo et José Félix Erezuma                                                         | Lliçà d'Amunt (Province de Barcelone) | Mort lors d'un affrontement avec la garde civile. |
| 17-08-91 | Francisco Ormaetxea, Joaquín Leunda et Francisco Itziar                                              | Saint-Sébastien (Guipuscoa)           | Morts lors d'un affrontement avec la garde civile. |
| 29-08-91 | Juan María Ormazábal                                                                                 | Bilbao (Biscaye)                      | Mort lors d'un affrontement avec l'Ertzaintza. |
| 18-09-90 | Mikel Castillo Furtado                                                                               | Pampelune (Navarre)                   | Mort par des tirs effectués par la police lors d'une poursuite. |
| 16-09-89 | Manuel Urionabarrenetxea et Juan Oiarbide                                                            | Irun (Guipuscoa)                      | Morts lors d'un affrontement avec la garde civile. |
| 23-09-88 | Mikel Castresana Razkin                                                                              | Saint-Sébastien (Guipuscoa)           | Mort lors d'un affrontement avec la police. |
| 01-03-87 | Txomin Iturbe Abasolo                                                                                | Alger (Algérie)                       | Selon l'administration algérienne, Iturbe est mort lors d'un accident de la circulation. On a spéculé sur la possibilité d'une chute lors d'exercices d'entrainement dans un camp d'entrainement paramilitaire ou sur celle d'un assassinat commandité par les services secrets espagnols. |
| 23-07-87 | Lucía Urigoitia                                                                                      | Saint-Sébastien (Guipuscoa)           | Morte lors d'un affrontement avec la police. |
| 15-01-86 | Alejandro Auzmendi Satza, Bakartxo Arzelus et Luis María Zabaleta                                    | Saint-Sébastien (Guipuscoa)           | Morts lors d'un affrontement avec la garde civile. |
| 14-03-86 | Ángel María Galarraga Mendizabal                                                                     | Saint-Sébastien (Guipuscoa)           | Mort lors d'un affrontement avec la police. |
| 25-09-85 | José María Echaniz, Agustín Irazustabarrena, Ignacio Asteasuinzarra et José Sabino Echaide Ibarguren | Bayonne (France)                      | Abattus par la police. |
| 16-02-84 | Ignacio Ojeda Martín                                                                                 | Barakaldo (Biscaye)                   | Mort lors d'un affrontement avec la police. |
| 22-03-84 | Rafael Delas, José María Izura, Dionisio Aizpurua et Pedro María Isart                               | Pasaia (Guipuscoa)                    | Morts lors d'un affrontement avec la police. |
| 16-06-84 | Rafael Agustín Arregui Perurena et Juan Luis Lecuona Elorriaga                                       | Hernani (Guipuscoa)                   | Morts lors d'un affrontement avec la garde civile. |
| 07-08-84 | Eduardo Irizar Imaz                                                                                  | Oiartzun (Guipuscoa)                  | Mort lors d'un affrontement avec la garde civile. |
| 13-08-84 | Pablo Gude Pego                                                                                      | Hernani (Guipuscoa)                   | Mort lors d'un affrontement avec la garde civile. |
| 30-09-84 | Francisco Arriarán Arregui                                                                           | San Salvador (Salvador)               | Mort lors d'un affrontement avec l'armée salvadorienne lorsqu'il faisait partie de la guérilla. |
| 01-07-82 | Javier Zabaleta Urretavizcaya                                                                        | Barakaldo (Biscaye)                   | Mort des blessures provoquées alors qu'il allait commettre un attentat contre la police de cette localité. |
| 26-09-82 | Fernando Barrio Olano                                                                                | Saint-Sébastien (Guipuscoa)           | Tué lors d'un affrontement avec la police. |
| 13-02-81 | Joseba Arregui Izaguirre                                                                             | Madrid (Espagne)                      | Mort des suites de ses blessures. |
| 29-03-81 | Ignacio Aristimuño Mendizábal                                                                        | Vitoria-Gasteiz (Alava)               | Tué lors d'un affrontement avec la police. |
| 21-10-81 | José Andrés Izaguirre Gogorza et José Jáuregui Altube                                                | Errenteria (Guipuscoa)                | Tués lors d'un affrontement avec la garde civile. |
| 01-02-80 | Gregorio Olabarria Bengoa et Javier Gorrotxategi Agote                                               | Ispaster (Biscaye)                    | Mort des suites de blessures au cours d'un attentat contre la garde civile. |
| 28-04-80 | Francisco Javier Aranceta Eguizabal                                                                  | Errenteria (Guipuscoa)                | Tué lors d'un affrontement avec la police. |
| 11-06-80 | José Miguel Etxeberria                                                                               | Ciboure (France)                      | Disparaît après avoir été séquestré. |
| 13-07-80 | Carlos Lucio Fernández et Iñaki Gabirondo Agote                                                      | Aya (Guipuscoa)                       | Morts alors qu'ils participaient à un attentat dans lequel trouveront également la mort des gardes civils. |
| 30-12-80 | José Martín Sagardia Zaldua                                                                          | Biarritz (France)                     | Mort lors de l'explosion d'une bombe installée sous sa voiture. |
| 25-01-79 | Juan Luis Echevarría Aguirre                                                                         | Tudela (Navarre)                      | Tué lors d'un affrontement avec la garde civile. |
| 12-05-79 | Francisco Javier Larrañaga Juaristi                                                                  | Hendaye (France)                      | Mort sous les tirs d'un policier. |
| 26-07-79 | Enrique Gómez Alvarez                                                                                | Bayonne (France)                      | Mort assassiné dans un attentat du Batallón Vasco Español (BVE). |
| 02-08-79 | Jon Lopategui Carrasco                                                                               | Anglet (France)                       | Mort assassiné dans un attentat du Batallón Vasco Español. |
| 05-10-79 | Justo Elizarán Sarasola                                                                              | Biarritz (France)                     | Mort assassiné dans un attentat du Batallón Vasco Español. |
| 08-10-79 | Juan Ignacio Erdocia Larraza                                                                         | Saint-Sébastien (Guipuscoa)           | Mort des tirs d'un policier ripostant à son mitraillage. |
| 17-10-79 | Francisco Aldanondo Badiola                                                                          | Tolosa (Guipuscoa)                    | Tué lors d'un affrontement avec la garde civile. |
| 11-01-78 | Joaquín Pérez Viñaspre et Ceferino Sarasola Arregi                                                   | Pampelune (Navarre)                   | Tué lors d'un affrontement avec la police. |
| 14-01-78 | David Álvarez Peña                                                                                   | Plentzia (Biscaye)                    | Mort des suites de blessures durant un affrontement avec la garde civile le 18 décembre 1977. |
| 15-05/78 | Jesús María Arrazola Arias et Alberto García Mármol                                                  | Guernica (Biscaye)                    | Tués lors d'un affrontement avec la garde civile. |
| 08-11-78 | Ricardo Gómez Goicoechea                                                                             | Bilbao (Biscaye)                      | Tué lors d'un affrontement avec la police. |
| 15-11-78 | Roberto Aramburu Uribarren et José María Iturrioz Garmendia                                          | Arrasate (Guipuscoa)                  | Tués lors d'un affrontement avec la garde civile. |
| 21-12-78 | José Miguel Beñaran Argala                                                                           | Anglet (France)                       | Mort lors de l'explosion de la bombe ventouse fixée sous sa voiture. |
| 08-03-77 | Sebastián Goicoechea et Nicolás Mendizábal                                                           | Ezkio-Itsaso (Navarre)                | Tués lors d'un affrontement avec la garde civile. |
| 18-04-76 | Manuel Garmendia Zubiarrain                                                                          | Bera (Navarre)                        | Tué lors d'un affrontement avec la garde civile. |
| 20-04-76 | José Bernardo Bidaola Atxega                                                                         | Etxalar (Navarre)                     | Tué lors d'un affrontement avec la garde civile. |
| 23-07-76 | Eduardo Moreno Bergareche Pertur                                                                     | Hendaye (France)                      | Disparu (son corps ne sera jamais retrouvé). |
| 24-04-75 | Mikel Gardoki Azpiroz                                                                                | Saint-Sébastien (Guipuscoa)           | Tué lors d'un affrontement avec la police. |
| 15-05-75 | Jesús María Markiegi Aiastui                                                                         | Guernica (Biscaye)                    | Tué lors d'un affrontement avec la garde civile dont Ignacio Garay et Blanca Saralegui, personnes qui louaient l'appartement de l'etarre. |
| 30-07-75 | Jesús Múgica Ayestarán et José Ramón Martínez Antía                                                  | Madrid (Espagne)                      | Tué lors d'un affrontement avec la police. |
| 19-09-75 | Andoni Campillo Alcorta                                                                              | Barcelone (Province de Barcelone)     | Tué lors d'un affrontement avec la police. |
| 27-09-75 | Juan Paredes Manot et Angel Otaegi Etxeberria                                                        | Cerdanyola del Vallès (Barcelone)     | Fusillés après avoir été condamnés à mort dans un conseil de guerre. |
| 02-12-75 | Luis López de Guereño                                                                                | Beasain (Guipuscoa)                   | Tué lors d'un affrontement avec la garde civile. |
| 20-05-74 | José Luis Mondragón Elorza et Roque Javier Mendez Villa                                              | Fontarrabie (Guipuscoa)               | Tués lors d'un affrontement avec la garde civile. |
| 11-09-74 | Juan José Urcelay Imaz                                                                               | Amorebieta (Biscaye)                  | Tué lors d'un affrontement avec la garde civile. |
| 29-10-74 | Ignacio Iparragirre                                                                                  | Errenteria (Guipuscoa)                | Tué lors d'un affrontement avec la garde civile. |
| 19-04-73 | Eustaquio Mendizabal                                                                                 | Algorta (Biscaye)                     | Tué lors d'un affrontement avec la police. |
| 06-12-73 | José Artetxe Ayesta                                                                                  | Saint-Sébastien (Guipuscoa)           | Tué lors d'un affrontement avec la police. |
| 15-03-72 | Juan Bautista Goicoechea Elorriaga                                                                   | Elizondo (Navarre)                    | Tué lors d'un affrontement avec la garde civile. |
| 02-09-72 | Mikel Martinez et Benito Múgica                                                                      | Lekeitio (Biscaye)                    | Tués lors d'un affrontement avec la garde civile. |
| 20-09-72 | Juan Antonio Aranguren Múgica                                                                        | Urdazubi (Navarre)                    | Tué lors d'un affrontement avec la garde civile. |
| 07-06-68 | Javier Echevarrieta                                                                                  | Tolosa (Guipuscoa)                    | Tué lors d'un affrontement avec la garde civile. |